# Брокбізнесбанк
АТ «Брокбізнесбанк» — колишній український банк, заснований у 1992 році, з головним офісом у м. Київ.
Станом на січень 2014 року загальні активи сягали понад 28 млрд. гривень, таким чином за їх величиною банк займав 16 місце у банківській системі України. Ліквідований у 2014 році через неплатоспроможність.
Прибуток Брокбізнесбанку за січень – вересень 2013 року склав 5 445 тис. грн.. Клієнтська база корпоративного бізнесу становила близько 21 тисячі активних Клієнтів, а індивідуального бізнесу – 600 тисяч. Банкомати банку належали до об'єднаної мережі АТМоСфера, яка налічувала понад 4 тис. банкоматів.
До середини 2013 року основною частиною акцій володіли депутати ВР Олександр та Сергій Буряки (по 18,7%), проте після продажу частка кожного з них знизилася до рівня менше 10%. Решта бл. 80% — інші власники пакетів акцій (24 особи). Найбільшим власником банку (40% акцій) ЗМІ називали українського олігарха, власника групи ВЕТЕК Сергія Курченка.
В лютому 2014 року повідомлялося що у банку виникли деякі труднощі у роботі що породило відтік частини активів клієнтів.
4 березня 2014 НБУ визнав банк неплатоспроможним. На підставі цього рішення в банку впроваджено тимчасову адміністрацію на 3 місяці. Протягом дії тимчасової адміністрації вкладники можуть отримати свої кошти за договорами банківського вкладу, термін дії яких закінчився, та за договорами банківського рахунку. При цьому, сума виплат не перевищуватиме 200 тисяч гривень.
11 червня 2014 року НБУ ухвалив рішення ліквідувати банк через неплатоспроможність.